# Ганс-Юрген Штумпф
Ганс-Юрген Штумпф (нім. Hans-Jürgen Stumpff; нар. 15 червня 1889, Кольберг, Померанія — пом. 9 березня 1968, Франкфурт-на-Майні) — німецький воєначальник часів Третього Рейху, начальник Генерального штабу Люфтваффе, генерал-полковник Люфтваффе (1940). Кавалер Лицарського хреста Залізного хреста (1941).

## Біографія
1 квітня 1907 року вступив в 12-й гренадерський полк. У 1912 році відряджений на збройову фабрику в Шпандау. З 1 жовтня 1912 року — батальйонний ад'ютант в 12-м гренадерському полку.
Учасник Першої світової війни. На самому початку, 24 серпня 1914 року тяжко поранений. З 1 вересня 1914 року — командир роти запасного батальйону свого полку, в січні-травні 1915 року — роти 254-го резервного полку. З 20 травня 1915 року — ад'ютант 187-ї піхотної бригади. Пройшов підготовку офіцера Генштабу і 3 листопада 1916 року переведений в польовий Генштаб.
Після демобілізації армії залишений в рейхсвері. З 1 жовтня 1919 року — ад'ютант начальника управління Імперського військового міністерства. З 1 жовтня 1922 року — командир роти 8-го піхотного полку, з 1 жовтня 1924 року — в штабі 1-ї дивізії. З 1 лютого 1927 року — ад'ютант командувача сухопутними військами, з 1 лютого 1929 року — радник Управління особового складу Військового міністерства, з 1 жовтня 1932 року — начальник управління. З 1 липня 1933 року — офіцер для особливих доручень у Військовому міністерстві в ранзі начальника управління, займався питаннями особового складу відроджуваних ВВС. 1 вересня 1933 року переведений в Імперське міністерство авіації і призначений начальником Управління особового складу. Керував підбором кадрів в створюваних ВВС, здійснював керівництво кадровою політикою люфтваффе в перші роки його створення. З 1 червня 1937 року начальник Генерального штабу ОКЛ.
1 лютого 1939 року здав пост генералу Гансу Єшоннеку і був призначений начальником повітряної оборони рейху. У його завдання входило здійснення керівництва всім комплексом заходів щодо протидії ворожій авіації на території рейху. З 12 січня 1940 року — командувач 1-м повітряним флотом на Заході.
10 травня 1940 року, залишаючись начальником повітряної оборони, очолив 5-й повітряний флот, покликаний забезпечувати повітряний спокій в Німеччині на Півночі. Брав участь в операції проти Норвегії, після чого штаб флоту був перенесений в Осло.
Флот Штумпфа взяв участь в операції «День Орла», з якої почалася битва за Британію. У цей день (15 серпня 1940 року), флот Штумпфа вчинив напад силами близько 100 бомбардувальників з прикриттям в 34 винищувача на північно-східне узбережжя Великої Британії. Літаки були несподівано атаковані англійськими ескадрильями. Штумпф втратив близько 30 бомбардувальників, у той час як англійці не втратили жодного літака. Більше до боїв за Британію флот Штумпфа не залучалися.
У 1941—1943 роках літаки Штумпфа діяли на півночі радянсько-німецького фронту, надаючи підтримку фінським військам. Здійснювали бомбардування Мурманська і міст Карелії. Хвалькувато заявляв про те, що потопить весь Північний флот з повітря. Найбільш значним успіхом флоту Штумпфа стало знищення конвою PQ-17.
27 листопада 1943 знятий з поста і зарахований до резерву ОКЛ, а 23 грудня 1943 року замінений генералом-полковником Губертом Вайзе на посаді начальника повітряної оборони рейху.
З 6 січня 1944 командувач ВПС «Центр». Після того як з'ясувалося, що наявні сили не можуть запобігти нальоти авіації союзників на територію рейху, був створений повітряний флот «Рейх», командування якими 5 лютого 1944 року був доручено Штумпфа. У підпорядкуванні Штумпфа виявилися всі сили люфтваффе на Заході.
Після призначення головнокомандувачем люфтваффе генерал-фельдмаршала Роберта фон Грейма став 8 травня 1945 його заступником і начальником Генштабу люфтваффе.
9 травня 1945 разом з генерал-фельдмаршалом Вільгельмом Кейтелем і генерал-адміралом Гансом-Георгом фон Фрідебургом підписав Акт про беззастережну капітуляцію Німеччини.

23 травня 1945 року ув'язнений союзниками. Притягнутий до суду англійського військового трибуналу, але в жовтні 1947 року виправданий.
Військова кар'єра
- 1 квітня 1907 — фанен-юнкер
- 19 листопада 1908 — лейтенант
- 24 грудня 1914 — обер-лейтенант
- 18 серпня 1916 — гауптман
- 1 липня 1927 — майор
- 1 жовтня 1931 — оберст-лейтенант
- 1 квітня 1934 — оберст
- 1 квітня 1936 — генерал-майор
- 1 серпня 1937 — генерал-лейтенант
- 1 листопада 1938 — генерал авіації
- 19 липня 1940 — генерал-полковник